# Ecuación de Laplace para flujo irrotacional
El flujo irrotacional se produce cuando el rotacional de la velocidad del fluido es cero en todas partes. Es decir, cuando
{\displaystyle \nabla \times {\vec {v}}=0}
Análogamente, si se supone que el fluido es incompresible:
{\displaystyle \rho (x,y,z,t)=\rho {\text{ (a constant)}}}
Entonces, partiendo de la ecuación de continuidad:
{\displaystyle {\frac {\partial \rho }{\partial t}}+\nabla \cdot (\rho {\vec {v}})=0}
La condición de incompresibilidad significa que la derivada temporal de la densidad es 0, y que la densidad puede sacarse de la divergencia, y dividirse, quedando así la ecuación de continuidad para un sistema incompresible:
{\displaystyle \nabla \cdot {\vec {v}}=0}
Ahora, se puede utilizar la descomposición de Helmholtz para escribir la velocidad como la suma del gradiente de un potencial escalar y como el rotacional de un potencial vectorial. Es decir:
{\displaystyle {\vec {v}}=-\nabla \phi +\nabla \times {\vec {A}}}.
Obsérvese que imponer la condición de que {\displaystyle \nabla \times {\vec {v}}=0} implica que
{\displaystyle \nabla \times (\nabla \times {\vec {A}})=0}
El rotacional del gradiente es siempre 0. Nótese que el rotacional del rotacional de una función sólo es uniformemente 0 para que el potencial vectorial sea 0 en sí mismo. Entonces, por la condición de flujo irrotacional:
{\displaystyle {\vec {v}}=-\nabla \phi }
Y luego usando la ecuación de continuidad {\displaystyle \nabla \cdot {\vec {v}}=0}, el potencial escalar puede ser sustituido de nuevo para encontrar la Ecuación de Laplace para el flujo irrotacional:
| {\displaystyle \nabla ^{2}\phi =0\,} |
Obsérvese que la ecuación de Laplace es una ecuación diferencial parcial lineal muy estudiada. Sus soluciones son infinitas; sin embargo, la mayoría de las soluciones pueden descartarse cuando se consideran sistemas físicos, ya que las condiciones de contorno determinan completamente el potencial de velocidad.
Ejemplos de condiciones de contorno comunes incluyen la velocidad del fluido, determinada por {\displaystyle {\vec {v}}=-\nabla \phi }, siendo 0 en los límites del sistema.
Existe un gran solapamiento con el electromagnetismo a la hora de resolver esta ecuación en general, ya que la ecuación de Laplace también modela el potencial electrostático en el vacío.
Hay muchas razones para estudiar el flujo irrotacional, entre ellas;
- Muchos problemas del mundo real contienen grandes regiones de flujo irrotacional.
- Se puede estudiar analíticamente.
- Nos muestra la importancia de las  capas límite y las  fuerzas viscosas.
- Nos proporciona herramientas para estudiar los conceptos de Sustentación y Resistencia.